# Obrada kanalizacijskog mulja
Obrada kanalizacijskog mulja opisuje procese koji se koriste za upravljanje muljem proizvedenim tijekom pročišćavanja otpadnih voda. Obrada mulja usmjerena je na smanjenje njegove težine i volumena kako bi se smanjili troškovi prijevoza i odlaganja te na smanjenje potencijalnih zdravstvenih rizika. Uklanjanje vode primarno je sredstvo za smanjenje težine i volumena, dok se uništavanje patogena često postiže zagrijavanjem tijekom termofilne obrade, kompostiranja ili spaljivanja. Izbor metode obrade  ovisi o količini generiranog mulja i usporedbi troškova obrade potrebnih za dostupne mogućnosti odlaganja. Sušenje i kompostiranje na zraku mogu biti privlačni ruralnim zajednicama, dok ograničena dostupnost zemljišta može učiniti aerobnu preradu i mehaničko odvodnjavanje poželjnijima za gradove, a ekonomije razmjera mogu potaknuti alternativnu štednju energije u gradskim područjima.
Mulj je uglavnom voda s određenim količinama krutog materijala uklonjenog iz tekuće kanalizacije. Primarni mulj uključuje taložene krutine uklonjene tijekom primarne obrade u primarnim pročišćivačima. Sekundarni mulj je mulj odvojen u sekundarnim pročišćivačima koji se koriste u sekundarnoj obradi bioreaktora ili procesa obrade  pomoću anorganskih oksidacijskih sredstava. U intenzivnim postupcima pročišćavanja otpadnih voda proizvedeni mulj treba kontinuirano uklanjati iz tekuće linije jer zapremina spremnika u tekućoj liniji nema dovoljan volumen za skladištenje mulja.  To se radi kako bi procesi obrade bili kompaktni i uravnoteženi (proizvodnja mulja približno jednaka uklanjanju mulja). Mulj uklonjen iz tekuće linije ide u liniju za obradu mulja. Aerobni procesi (kao što je proces aktivnog mulja) imaju tendenciju da proizvode više mulja u usporedbi s anaerobnim procesima. S druge strane, u opsežnim (prirodnim) procesima obrade, kao što su bazeni, proizvedeni mulj ostaje akumuliran u jedinicama za obradu ) i uklanja se tek nakon nekoliko godina rada. 
Mogućnosti prerade mulja ovise o količini generiranih krutih tvari i drugim uvjetima specifičnim za mjesto. Kompostiranje se najčešće primjenjuje na male pogone s aerobnom preradom za operacije srednje veličine i anaerobnom preradom za operacije većih razmjera. Mulj  ponekad prolazi kroz takozvani pred-zgušnjivač koji odbacuje mulj. Vrste pred-zgušnjivača uključuju centrifugalne zgušnjivače mulja, rotacijske zgušnjivače mulja, kao i bubnjeve i preše za filtriranje.  Odvodni mulj može se spaljivati ili prevoziti izvan mjesta odlaganja na odlagalištu ili koristiti kao obogačivač poljoprivrednog tla. 
Energija se može  iz mulja dobiti proizvodnjom metana tijekom anaerobne prerade ili spaljivanjem suhog mulja, ali prinos energije često nije dovoljan za isparavanje sadržaja vode u mulju ili  crpki ili centrifuga potrebnih za odvodnju. Grube primarne krute tvari i sekundarni kanalizacijski mulj mogu uključivati otrovne kemikalije uklonjene iz tekuće kanalizacije sorpcijom. Smanjenje volumena mulja može povećati koncentraciju nekih od tih otrovnih kemikalija u mulju.

## Biokrutine
Biokrutine su naziv koji se često koristi u publikacijama o inženjerstvu otpadnih voda u odnosima s javnošću i lokalnim vlastima kada se žele usredotočiti na ponovnu upotrebu kanalizacijskog mulja, nakon što je mulj prošao odgovarajuće procese obrade. Zapravo, biokrutine su definirane kao organski kruti dijelovi otpadne vode koji se mogu ponovno upotrijebiti nakon procesa stabilizacije kao što su anaerobna digestija i kompostiranje.  Izraz je uveo Savez za okoliš u SAD-u 1998.  Međutim, neki ljudi tvrde da je pojam je eufemizam da se sakrije činjenica da kanalizacijski mulj može sadržavati i tvari koje bi mogle biti štetne za okoliš kada se obrađeni mulj nanese na tlo, na primjer postojane farmaceutske zagađivače iz okoliša i spojeve teških metala.

## Postupci obrade
Muljevi nakupljeni u procesu obrade otpadnih voda moraju se obraditi i zbrinuti na siguran i učinkovit način. U mnogim velikim postrojenjima sirovi mulj se smanjuje u volumenu procesom zgušnjavanja.

### Zgušnjavanje
Zgušnjavanje je često prvi korak u procesu obrade mulja. Mulj iz primarnih ili sekundarnih taložnika može se miješati (često nakon dodavanja sredstava za bistrenje) kako bi se formirali veći agregati koji se brže talože. Primarni mulj se može zgusnuti na oko 8 ili 10 posto krutine, dok se sekundarni mulj može zgusnuti na oko 4 posto krutine. Zgušnjivači često nalikuju bistrenju s dodatkom mehanizma za miješanje. Zgusnuti mulj s manje od deset posto krutine može dobiti dodatnu obradu mulja dok se preljev tekućeg zgušnjivača vraća u proces obrade otpadnih voda.

### Uklanjanje  vode
Sadržaj vode u mulju može se smanjiti centrifugiranjem, filtracijom i/ili isparavanjem kako bi se smanjili troškovi transporta odlaganja ili kako bi se poboljšala prikladnost za kompostiranje. Centrifugiranje može biti preliminarni korak za smanjenje volumena mulja za naknadnu filtraciju ili isparavanje. Filtriranje se može odvijati kroz donje odvode u sloju za sušenje pijeska ili kao zaseban mehanički proces u trakastoj filter preši. Filtrat i centrifugirani mulj se obično vraćaju u proces obrade otpadnih voda. Nakon odvodnjavanja, s muljem se može rukovati kao s krutom tvari koja sadrži 50 do 75 posto vode. Odvodnjenim muljevima s višim sadržajem vlage obično se rukuje kao s tekućinama.

### Digestija
Mnogi se muljevi obrađuju različitim tehnikama digestije, čija je svrha smanjiti količinu organske tvari i broj mikroorganizama koji uzrokuju bolesti prisutnih u krutinama. Najčešće opcije  uključuju anaerobnu digestiju, aerobnu digestiju i kompostiranje. Digestija mulja nudi značajne troškovne prednosti smanjenjem količine mulja za gotovo 50% i generiranjem bioplina kao vrijednog izvora energije.
Svrha  je smanjiti količinu organske tvari i broj mikroorganizama koji uzrokuju bolesti prisutnih u krutim tvarima. Proces je često optimiziran za stvaranje plina metana koji se može koristiti kao gorivo za dobivanje energije za pogon postrojenja ili za prodaju.

### Anaerobna digestija
Anaerobna digestija bakterijski je proces koji se odvija bez kisika. Proces može biti ili termofilna digestija, u kojoj se mulj fermentira u spremnicima na temperaturi od 55 °C, ili mezofilna, na temperaturi od oko 36 °C. Iako omogućuje kraće vrijeme zadržavanja (a time i manje spremnike), termofilna digestija je skuplja u smislu potrošnje energije za zagrijavanje mulja.
Mezofilna anaerobna digestija (MAD) također je uobičajena metoda za obradu mulja proizvedenog u postrojenjima za pročišćavanje otpadnih voda. Mulj se stavlja u velike spremnike i drži najmanje 12 dana kako bi se omogućilo da proces  izvrši četiri faze potrebne za digestiju mulja. To su hidroliza, acidogeneza, acetogeneza i metanogeneza. U tom se procesu složeni proteini i šećeri razgrađuju u jednostavnije spojeve kao što su voda, ugljični dioksid i metan.
Anaerobna digestija stvara bioplin s visokim udjelom metana koji se može koristiti za zagrijavanje spremnika i pokretanje motora ili mikroturbina za druge procese na licu mjesta. Stvaranje metana ključna je prednost anaerobnog procesa. Njegov ključni nedostatak je dugo vrijeme potrebno za proces (do 30 dana) i visoki kapitalni trošak. Mnoga veća postrojenja koriste bioplin za kombiniranu toplinu i energiju, koristeći vodu za hlađenje iz generatora za održavanje temperature postrojenja za digestiju na potrebnih 35 ± 3 °C. Na ovaj način može se proizvesti dovoljno energije da se proizvede više električne energije nego što strojevi zahtijevaju.

### Aerobna digestija
Aerobna digestija je bakterijski proces koji se odvija u prisutnosti kisika i nalikuje nastavku procesa aktivnog mulja. U aerobnim uvjetima bakterije brzo troše organsku tvar i pretvaraju je u ugljični dioksid. Jednom kada postoji nedostatak organske tvari, bakterije umiru i druge ih bakterije koriste kao hranu. Ova faza procesa poznata je kao endogeno disanje. U ovoj fazi dolazi do redukcije čvrstih tvari. Budući da se aerobna digestija odvija puno brže od anaerobne digestije, kapitalni troškovi aerobne digestije su niži. Međutim, operativni troškovi  karakteristični za aerobnu digestiju puno su veći zbog energije koju koriste puhala, pumpe i motori potrebni za dodavanje kisika u proces. Međutim, najnovija tehnološka dostignuća uključuju neelektrične prozračne filtarske sustave koji za prozračivanje koriste prirodna strujanja zraka umjesto strojeva na električni pogon.
Aerobna digestija također se može izvesti korištenjem sustava difuzora ili mlaznih aeratora za oksidaciju mulja. Difuzori s finim mjehurićima obično su isplativija metoda difuzije, međutim, začepljenje je obično problem zbog taloženja taloga u manjim otvorima za zrak. Difuzori s grubim mjehurićima češće se koriste u spremnicima za aktivni mulj ili u fazama flokulacije. Ključna komponenta za odabir vrste difuzora je osigurati da će proizvesti potrebnu brzinu prijenosa kisika.

### Popratne tehnologije
Tehnologije obrade mulja koje se koriste za zgušnjavanje ili odvodnjavanje mulja imaju dva proizvoda: zgusnuti ili odvodnjeni mulj i tekuću frakciju koja se naziva tekućine za obradu mulja, tokovi za odvodnjavanje mulja, tekućine, centrifugalni talog (ako potječe iz centrifuge), filtrat (ako potječe iz filter preše s trakom) ili slično. Ova tekućina zahtijeva daljnju obradu jer ima visok sadržaj dušika i fosfora, posebno ako je mulj anaerobno digestiran. Pročišćavanje se može odvijati u samom uređaju za pročišćavanje otpadnih voda (recikliranjem tekućine do početka procesa pročišćavanja) ili kao zaseban proces.

### Recikliranje fosfora
Jedna metoda  obrade za odvodnjavanje mulja je korištenje procesa koji se također koristi za recikliranje fosfora. Još jedna prednost za operatere postrojenja za pročišćavanje otpadnih voda i obradu tekućeg mulja koji se dehidrira za reciklažu fosfora je ta što smanjuje stvaranje opstruktivnog struvitnog kamenca u cijevima, pumpama i ventilima. Takve zapreke mogu izazvati probleme kod održavanja, posebno za biološka postrojenja za uklanjanje hranjivih tvari gdje je sadržaj fosfora u kanalizacijskom mulju povišen. Na primjer, kanadska tvrtka Ostara Nutrient Recovery Technologies reklamira proces koji se temelji na kontroliranom kemijskom taloženju fosfora u reaktoru s fluidiziranim slojem koji obnavlja struvit u obliku kristalnih kuglica iz tekućeg mulja koji dehidriraju. Dobiveni kristalni proizvod prodaje se sektorima poljoprivrede, travnjaka i ukrasnog bilja kao gnojivo pod registriranim trgovačkim imenom "Crystal Green".

### Kompostiranje
Kompostiranje je aerobni proces miješanja kanalizacijskog mulja s poljoprivrednim nusproizvodima koji su izvori ugljika kao što su piljevina, slama ili drvna sječka. U prisutnosti kisika, bakterije koje razlažu  kanalizacijski mulj i biljni materijal stvaraju toplinu kako bi ubile mikroorganizme i parazite koji uzrokuju bolesti.  Održavanje aerobnih uvjeta s 10 do 15 posto kisika zahtijeva sredstva za povećanje volumena koja omogućuju cirkuliranje zraka kroz njih.  Čvrsti materijali poput klipova kukuruza, ljuski oraha, usitnjenog otpada od rezidbe drveća ili kore iz tvornica drva ili papira bolje su od mekšeg lišća i otkosa travnjaka. Lagana, biološki inertna sredstva za povećanje volumena poput usitnjenih autoguma mogu se koristiti za stvaranje strukture tamo gdje su mali, mekani biljni materijali glavni izvor ugljika.
Jednoliku raspodjelu temperatura koje uništavaju patogene može se izvesti postavljanjem izolacijskog pokrivača od prethodno kompostiranog mulja preko prozračenih kompostnih hrpa. Početni sadržaj vlage u smjesi za kompostiranje trebao bi biti oko 50 posto; ali temperature mogu biti neprikladne za smanjenje patogena gdje mokri mulj ili oborina podižu sadržaj vlage u kompostu iznad 60 posto. Smjese za kompostiranje mogu se gomilati na betonske podloge s ugrađenim zračnim kanalima koje treba prekriti slojem nepomiješanih sredstava za povećanje volumena. Mirisi se mogu svesti na najmanju moguću mjeru korištenjem ventilatora za prozračivanje koji uvlači vakuum kroz kompostnu hrpu kroz donje kanale i ispušta kroz hrpu za filtriranje prethodno kompostirani mulj koji treba zamijeniti kada sadržaj vlage dosegne 70 posto. Tekućina koja se nakuplja u donjem odvodnom kanalu može se vratiti u postrojenje za pročišćavanje otpadnih voda; a podloge za kompostiranje mogu biti natkrivene kako bi se osigurala bolja kontrola sadržaja vlage.
Nakon intervala kompostiranja dovoljnog za smanjenje patogena, kompostirane hrpe mogu se pregledati kako bi se regeneriralo sredstva za povećanje volumena za ponovnu upotrebu; a kompostirane krutine koje prolaze kroz sito mogu se koristiti kao materijal za poboljšanje tla sa sličnim prednostima kao treset. Optimalni početni omjer ugljika i dušika u smjesi za kompostiranje je između 26-30:1; ali omjer kompostiranja poljoprivrednih nusproizvoda može se odrediti količinom potrebnom za razrjeđivanje koncentracija otrovnih kemikalija u mulju do prihvatljivih razina za namjeravanu upotrebu komposta. Iako je toksičnost niska u većini poljoprivrednih nusproizvoda, pokošena trava u predgrađima može imati zaostale razine herbicida štetne za neke poljoprivredne svrhe; i svježe kompostirani nusproizvodi od drva mogu sadržavati fitotoksine koji inhibiraju klijanje sadnica dok se ne detoksiciraju gljivicama prisutnim u tlu.

### Spaljivanje
Spaljivanje se također koristi, iako u znatno manjoj mjeri.  Spaljivanje mulja je rjeđe zbog zabrinutosti oko emisija u zrak i dodatnog goriva (obično prirodnog plina ili loživog ulja) potrebnog za spaljivanje mulja niske kalorične vrijednosti.  Na bazi suhe čvrste tvari, vrijednost goriva od mulja varira od oko 9500 britanskih toplinskih jedinica po funti (980 cal/g) nedigestiranog kanalizacijskog mulja do 2500 britanskih toplinskih jedinica po funti (260 cal/g) digestiranog primarnog mulja.Spalionice s višestrukim ložištima i visokim vremenom zadržavanja i spalionice s fluidiziranim slojem najčešći su sustavi koji se koriste za izgaranje mulja iz otpadnih voda. Povremeno se provodi zajedničko izgaranje u postrojenjima za proizvodnju energije iz komunalnog otpada, a ova je opcija jeftinija pod pretpostavkom da već postoje postrojenja za kruti otpad i nema potrebe za pomoćnim gorivom. Spaljivanje teži koncentriranju teških metala, koncentracije u preostalom krutom pepelu koji zahtijeva odlaganje; ali opcija vraćanja otpadnih voda iz mokrog pročišćivača u proces obrade otpadnih voda može smanjiti emisije u zrak povećanjem koncentracija otopljenih soli u otpadnim vodama postrojenja za pročišćavanje otpadnih voda.

### Isušivanje mulja
Jednostavni pogoni za sušenje mulja koriste se u mnogim zemljama, posebno u zemljama u razvoju, jer su jeftina i jednostavna metoda za sušenje kanalizacijskog mulja. Drenažna voda mora biti kaptirana; plohe za sušenje ponekad su pokrivene, ali obično ostaju nepokrivene. Na tržištu su dostupni i mehanički uređaji za prevrtanje mulja u početnim fazama procesa sušenja.
Korito za sušenje obično se sastoji od četiri sloja koji se sastoje od šljunka i pijeska. Prvi sloj je krupni šljunak debljine 15 do 20 centimetara. Slijedi sitni šljunak debljine 10 centimetara. Treći sloj je pijesak koji može biti između 10 i 15 centimetara i služi kao filter između mulja i šljunka. Mulj se suši i voda curi u prvi sloj koji se skuplja na drenažnoj cijevi koja je ispod svih slojeva.

## Tehnologije u razvoju
Oporabi fosfora iz kanalizacijskog mulja ili iz pogona za isušivanje mulja pridaje se sve veća pažnja, posebno u Švedskoj, Njemačkoj i Kanadi, budući da je fosfor ograničen resurs (koncept također poznat kao "vršni fosfor") i potreban je kao gnojivo za prehranu rastuće svjetske populacije  Metode oporabe fosfora iz otpadnih voda ili mulja mogu se kategorizirati prema podrijetlu korištene tvari (otpadne vode, tekući mulj, digestirani ili nedigestirani mulj, pepeo) ili prema vrsti procesa oporabe (taloženje, mokro-kemijska ekstrakcija i taloženje, itd.). Istraživanja metoda oporabe fosfora iz kanalizacijskog mulja provode se u Švedskoj i Njemačkoj od otprilike 2003. godine, ali tehnologije koje su trenutno u razvoju još nisu isplative, s obzirom na trenutnu cijenu fosfora na svjetskom tržištu.
Omni procesor je proces koji je bio u razvoju 2015. godine i tretira kanalizacijski mulj. Može generirati višak električne energije ako ulazni materijali imaju odgovarajuću razinu suhoće.
Toplinska depolimerizacija proizvodi lake ugljikovodike iz mulja zagrijanog na 250 °C i komprimiranog na 40 MPa.
Toplinska hidroliza je dvostupanjski proces koji kombinira vrenje mulja pod visokim tlakom, nakon čega slijedi brza dekompresija. Ovo kombinirano djelovanje sterilizira mulj i čini ga biorazgradivijim, što poboljšava učinkovitost procesa. Sterilizacija uništava patogene u mulju, što rezultira time da premašuje stroge zahtjeve za primjenu na zemlji (poljoprivreda). Sustavi toplinske hidrolize rade u postrojenjima za pročišćavanje otpadnih voda u Europi, Kini i Sjevernoj Americi i mogu proizvesti električnu energiju kao i visokokvalitetni mulj.
Korištenje zelenog pristupa, kao što je fitoremedijacija, nedavno je predloženo kao vrijedan alat za poboljšanje kanalizacijskog mulja kontaminiranog elementima u tragovima i postojanim organskim zagađivačima.

## Odlaganje ili upotreba za gnojivo
Kada se proizvede tekući mulj, može biti potrebna daljnja obrada kako bi se učinio prikladnim za konačno odlaganje. Muljevi se obično zgušnjavaju i/ili odvodnjavaju kako bi se smanjile količine koje se transportiraju radi odlaganja. Postupci za smanjenje sadržaja vode uključuju lagumiranje u slojevima za sušenje kako bi se proizveo kolač koji se može nanijeti na tlo ili spaliti; prešanje, gdje se talog mehanički filtrira, često kroz platnena sita za proizvodnju čvrstog kolača; i centrifugiranje gdje se mulj zgušnjava centrifugalnim odvajanjem krutine i tekućine. Mulj se može zbrinuti ubrizgavanjem tekućine u zemlju ili odlaganjem na odlagalište.
Ne postoji proces koji u potpunosti eliminira potrebu za odlaganjem pročišćenog kanalizacijskog mulja.
Velike količine mulja koji potječe iz komercijalnih ili industrijskih područja kontaminirane su  otrovnim materijalima koji se ispuštaju u kanalizaciju iz industrijskih ili komercijalnih procesa ili iz domaćih izvora. Povišene koncentracije takvih materijala mogu učiniti mulj neprikladnim za poljoprivrednu upotrebu i onda će se morati spaliti ili odložiti na odlagalište.
Unatoč očitoj neprikladnosti  dijela kanalizacijskog mulja, primjena na poljoprivrednom zemljištu ostaje često korištena opcija.